# Аланский Успенский монастырь
Аланский Успенский монастырь (осет. Сыгъдæг Мады Майрæмы Куадзæны Алайнаг моладзандон) — православный мужской монастырь Владикавказской епархии Русской православной церкви. Расположен в селе Хидикус в Куртатинском ущелье (Алагирский район Северной Осетии-Алании). Самый высокогорный монастырь на территории России.
Монастырь наравне с Аланским Богоявленским женским монастырём является одним из самых почитаемых в Республике.
Создан по благословению старца архимандрита Ипполита (Халина), настоятеля Свято-Николаевского монастыря г. Рыльска Курской области.
Наместник — иеромонах Стефан (Дзугкоев).
Священноархимандрит — архиепископ Владикавказский и Аланский Герасим (Шевцов).

## История
В средневековье на нынешней территории  монастыря находилось фамильное поселение Гусовых; в XVII, а затем и в XVIII веке появились две крупные сторожевые башни, которые ныне вписались в монастырский комплекс и служат колокольней.
В 1848 году возведена церковь Святых жён мироносиц с приходским домом священника, она действовала до 1928 года.
Основу монашеской братии составили осетины, проходившие с 1997—1999 годы духовную подготовку в Рыльском Никольском монастыре, где их незадолго до своей смерти наставлял архимандрит Ипполит (Халин). Он указал трудникам ехать в Беслан.
Под образующийся в Беслане мужской монастырь был передан  храм святой великомученицы Варвары (бывший клуб депо станции Беслан), созданный по инициативе настоятеля прихода иерея Сергия Мальцева, по согласованию с главой АМС Правобережного района РСО-А          Борисом Уртаевым и руководителем православного фонда «Успение» Наталией Носовой, по благословению Митрополита Ставропольского и Владикавказского Гедеона. Первые насельники обители прибыли в город в январе 2000 года, а монастырь был учреждён синодальным решением от 19 апреля 2000 года.

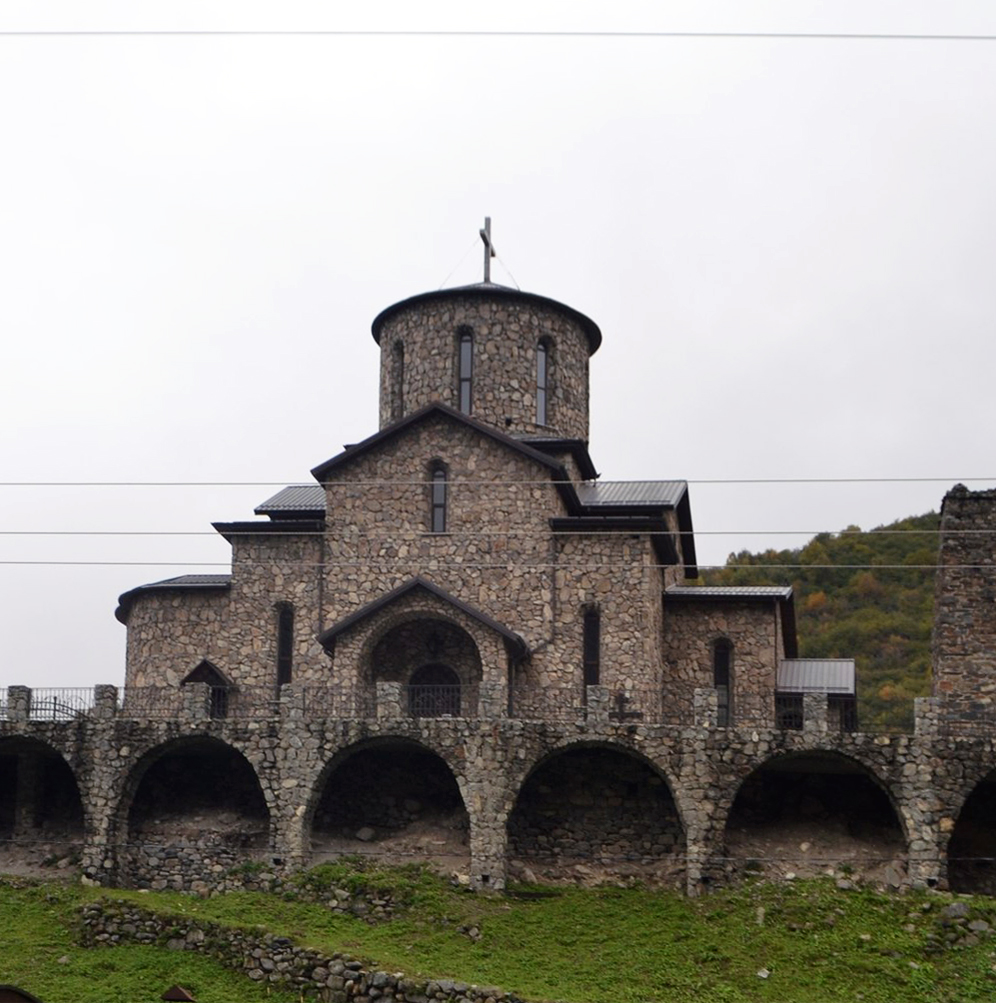
Иверский собор монастыря

Община Свято-Варваринской церкви перешла в построенный крестильный храм святого великомученика Георгия Победоносца города Беслана, входящего в Свято-Троицкий храмовый комплекс.
Со временем монастырь переехал в Куртатинское ущелье, где был восстановлен храм святых жён- Мироносиц XIX века. Монашеское братство возглавил игумен (позже архимандрит) Антоний (Данилов; +2024). При нём был построен главный  монастырский собор в честь  Моздокской иконы Богородицы ,братский корпус. В Беслане осталось монастырское подворье.
Переезд монастыря в горы предсказал старец Ипполит (Халин). Никогда не посещая Осетию, он указал точное место в Куртатинском ущелье, где должна быть построена обитель  и дал ей  имя - в честь Успения Божией Матери.

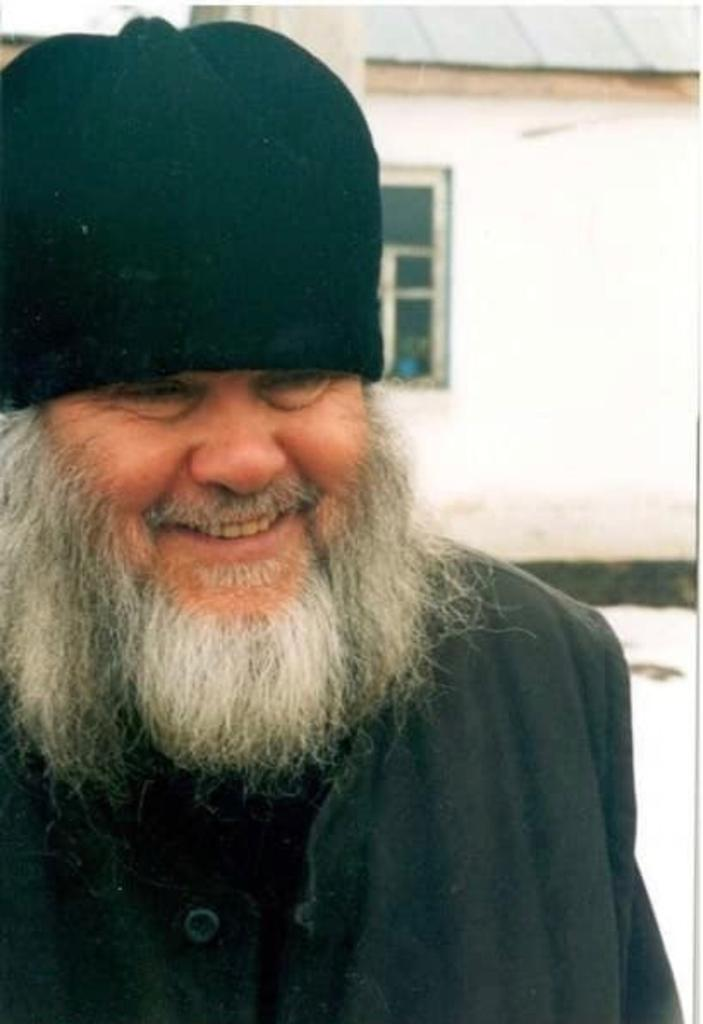
Основатель Аланского Успенского монастыря рыльский старец архимандрит Ипполит (Халин)

За 2000-е годы Успенский монастырь стал вторым духовным центром Алании наравне с Аланским Богоявленским женским монастырём,  монастырь начали посещать паломники со всего юга России, а также из Южной Осетии.
Монастырь активно участвует в работе отдела по переводу богослужебных текстов на осетинский язык. Богослужения здесь проводятся на церковнославянском и осетинском языках.
В августе 2010 году монастырь посетил патриарх Александрийский и всея Африки Феодор II.
В 2011 году в день памяти святых жен-мироносиц Божественную литургию совершил схиархимандрит Илий (Ноздрин).
В ноябре 2011 года на территории монастыря и вокруг верующих республики вспыхнул конфликт связанный с переводом архимандрита Антония, который спустя короткое время решением патриарха Московского и всея Руси, мирно разрешился.
Еженедельно из города Владикавказ каждое субботнее раннее утро отправляется автобус с паломниками с города и районов Республики Северная Осетия-Алания, так же ежедневно монастырь посещают паломнические автобусы с разных регионов России : Ростовская область, Ставропольский край, Калмыкия, Республика Чечня, Волгоградская область, так же индивидуальные туристы из Москвы, Санкт-Петербурга, и других городов страны. По приблизительным оценкам на престольный  праздник - Успение Божией Матери в течение двух- трёх дней монастырь посещает около 15-17 тысяч человек. А 19 января на праздник Крещения Господня в монастырь - около 50 тысяч.

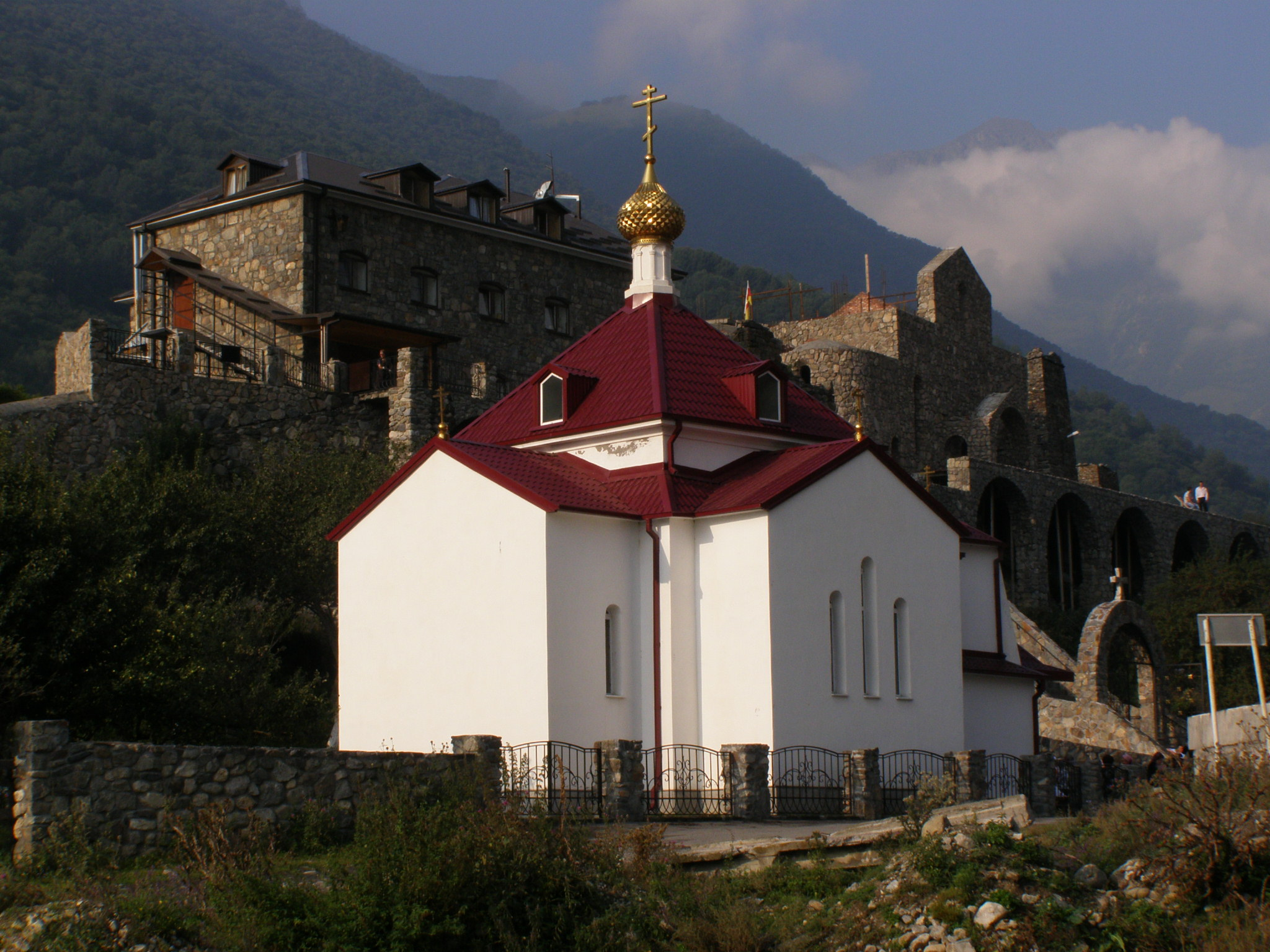
Мироносицкая церковь. XIX в.

## Подворья монастыря
- Церковь святой великомученицы Варвары (г. Беслан)
- Часовня Рождества Богородицы (VII век) (бывшее с. Майрамыкау)
- Церковь святого архангела Михаила (с. Дзуарикау)

## Наместники
- игумен Андрей (Мороз) (20 апреля — 23 мая 2000) и. о.
- иеромонах Иосиф (Берёзов) (2000—2002)
- архимандрит Антоний (Данилов) (17 апреля 2002 — ноябрь 2011)
- игумен Стефан (Дзугкоев) с ноября 2011[6].

На 2017 год в монастыре 25 насельников.

## Экономика монастыря
- Производство и продажа горного осетинского сыра.
- Сбор и продажа чайных сборов множество различных горных целебных трав.
- Производство и продажа горного монастырского молока, яйца.
- Изготовление продажа маленьких и больших икон с аланским элементом, так же частично сувенирные изделия на национально-христианскую тему.
- Продажа местного монастырского мёда.
- Монастырь также имеет две лавки в городе Владикавказ и в монастырском подворье города Беслан.